# Замок Кумамото
За́мок Кумамото (яп. 熊本城 кумамото-дзё:) — древний замок равнинного типа в городе Кумамото, префектура Кумамото (ранее — провинция Хиго), Япония.
Также известен под названием «замок гинкго» (яп. 銀杏城 ито-дзё:) или «замок ворона» (яп. 烏城 у-дзё:).
Замок Кумамото входит в список национальных сокровищ Японии.

## История
Первоначально на территории будущего замка находился небольшой форт, построенный в период между 1469 и 1487 годами.
В течение более чем семи лет (с 1601 по 1607 год) форт был перестроен и расширен по приказу даймё Като Киёмаса. При постройке Като использовал знания, полученные в ходе войны с Кореей — замок окружили крепостной стеной, общей длиной 13 км, в пределах замка для нужд гарнизона были вырыты 120 колодцев с питьевой водой, посажены ореховые деревья.
Через 50 лет замок перешёл во владение правителям провинции Хиго — клану Хосокава.
После реставрации Мэйдзи в 1874 году замок перестал использоваться. В 1877 году во время сацумского восстания после пятидесятидневной осады замок был захвачен, часть замка сгорела, сохранился лишь каменный фундамент и башня Уто.
В 1960 году замок был отреставрирован, главная башня замка была восстановлена с использованием железобетона. Площадь отреставрированного замка намного меньше первоначальной, но даже сейчас составляет 760 тыс. м².
В настоящее время замок используется как музей. Экспонатами являются одежда, оружие и самурайские доспехи.
Стены замка получили серьёзные повреждения в результате землетрясения на острове Кюсю 14 апреля 2016 года.